# Onda quadrada
Uma onda quadrada é uma forma de onda básica encontrada frequentemente nas áreas da eletrônica e do processamento de sinais. Uma onda quadrada ideal alterna regularmente e instantaneamente entre os dois níveis, que podem ou não incluir o zero.

## Origens e usos
As ondas quadradas são universalmente encontradas nos circuitos de chaveamento digitais e são naturalmente encontradas em dispositivos lógicos de dois níveis. Elas são utilizadas como referências de tempo em "sinais de clock (relógio)", devido a suas transições rápidas serem aplicáveis para o trigger de circuitos de lógica síncrona em intervalos de tempo precisos. Entretanto, as ondas quadradas contêm uma grande faixa de harmônicas, e estas podem gerar radiação eletromagnética ou pulsos de corrente que podem interferir em circuitos próximos, causando ruídos ou erros. Para evitar este problemas em circuitos muito sensíveis tais como conversores analógico-digitais de precisão, as senóides são utilizadas como referência de tempo ao invés das ondas quadradas.
Em termos musicais, elas são comumente descritas como contendo um som oco, e são utilizadas como base para sons de instrumentos de sopro criados através da síntese subtrativa.

## Análise da onda quadrada
Em contraste com a onda dente de serra, a qual contém todas as harmônicas inteiras, a onda quadrada contém apenas as harmônicas inteiras ímpares.
Utilizando a série de Fourier pode-se escrever uma onda quadrada ideal como uma série infinita da forma
{\displaystyle x_{\mathrm {quadrado} }(t)={\frac {4}{\pi }}\sum _{k=1}^{\infty }{\sin {\left((2k-1)t\right)} \over (2k-1)}}
Uma curiosidade da convergência da representação através da série de Fourier para a onda quadrada é o fenômeno de Gibbs. Artefatos pulsantes em ondas quadradas não ideais podem ser demonstrados como relacionados a este fenômeno. O fenômeno de Gibbs pode ser evitado através do uso da aproximação sigma, que utiliza o fator sigma de Lanczos para auxiliar a sequência a convergir mais suavemente.
Uma onda quadrada ideal requer que o sinal mude do estado baixo para o estado alto de maneira limpa e instantânea. Isto é impossível de ser obter nos sistemas reais, visto que isto necessitaria de uma largura de banda infinita.
Em situações práticas as ondas quadradas possuem apenas larguras de banda finitas, e comumente exibem efeitos de pulsação similares aos observados no fenômeno de Gibbs, ou efeitos de oscilação (ripple) similares aos da aproximação sigma.

Animação da síntese aditiva de uma onda quadrada com um número crescente de harmônicas.

Para uma aproximação razoável do formato da onda quadrada, ao menos a harmônica fundamental e a terceira harmônica devem estar presentes, com a quinta harmônica sendo desejável. Estes requerimentos de largura da banda são importantes na eletrônica digital, onde aproximações analógicas com largura de banda finita são utilizadas para gerarem formas de onda semelhantes à da onda quadrada. (Os pulsos de transição são um fator importante neste caso, pois eles podem exceder os limites elétricos do circuito).
A razão entre o período de pico e o período total da onda quadrada é chamada de duty cycle. Um onda quadrada real possui um duty cycle de 50%, tendo períodos de pico e vale iguais. O nível médio de uma onda quadrada também é dado pelo duty cycle, de modo que variando os períodos de pico e vale e então calculando a média da forma de onda, é possível representar qualquer valor que esteja contido entre dois limites. Esta é a base da modulação por largura de pulso (PWM).

## Características das ondas quadradas imperfeitas
Como visto anteriormente, uma onda quadrada ideal possui uma transição instantânea entre os níveis alto e baixo. Na prática, isto nunca é obtido, devido às limitações físicas do sistema que gera a forma de onda. O tempo necessário para que o sinal passe do nivel inferior para o nível superior é chamado de rise time (tempo de subida) e o tempo necessário para o sinal retorne ao nível inferior é chamado de fall time (tempo de descida).
Se o sistema estiver com atenuação, a forma de onda pode nunca atingir os níveis de superiores e inferiores teóricos, e se o sistema estiver com amplificação excessiva, ele irá oscilar entre os níveis superiores e inferiores antes de se estabilizar. Nestes casos, os tempos de subida e descida são medidos entre níveis intermediários especificados, tais como 5% e 95%, ou 10% e 90%. A partir dos tempos de subida e descida da forma de onda é possível calcular a largura de banda da mesma.

## Outras definições
A onda quadrada possui outras definições, as quais são equivalentes exceto no ponto das descontinuidades:
Ela pode ser definida simplesmente como o sinal de uma senóide:
{\displaystyle x(t)=\operatorname {sgn}(\sin(t))}
que será 1 quando a senóide for positiva, -1 quando a senóide for negativa, e 0 na descontinuidade. Ela também pode ser definida com respeito à função de passo Heaviside u(t) ou à função retangular ⊓(t):
{\displaystyle x(t)=\sum _{n=-\infty }^{+\infty }\sqcap (t-nT)=\sum _{n=-\infty }^{+\infty }\left(u(t-nT+{1 \over 2})-u(t-nT-{1 \over 2})\right)}
T é 2 para um duty cycle de 50%. Ele também pode ser definido de uma forma descontínua:
{\displaystyle x(t)={\begin{cases}1,&|t|<T_{1}\\0,&T_{1}<|t|\leq {T \over 2}\end{cases}}}
quando
{\displaystyle x(t+T)=x(t)}

## Ver também

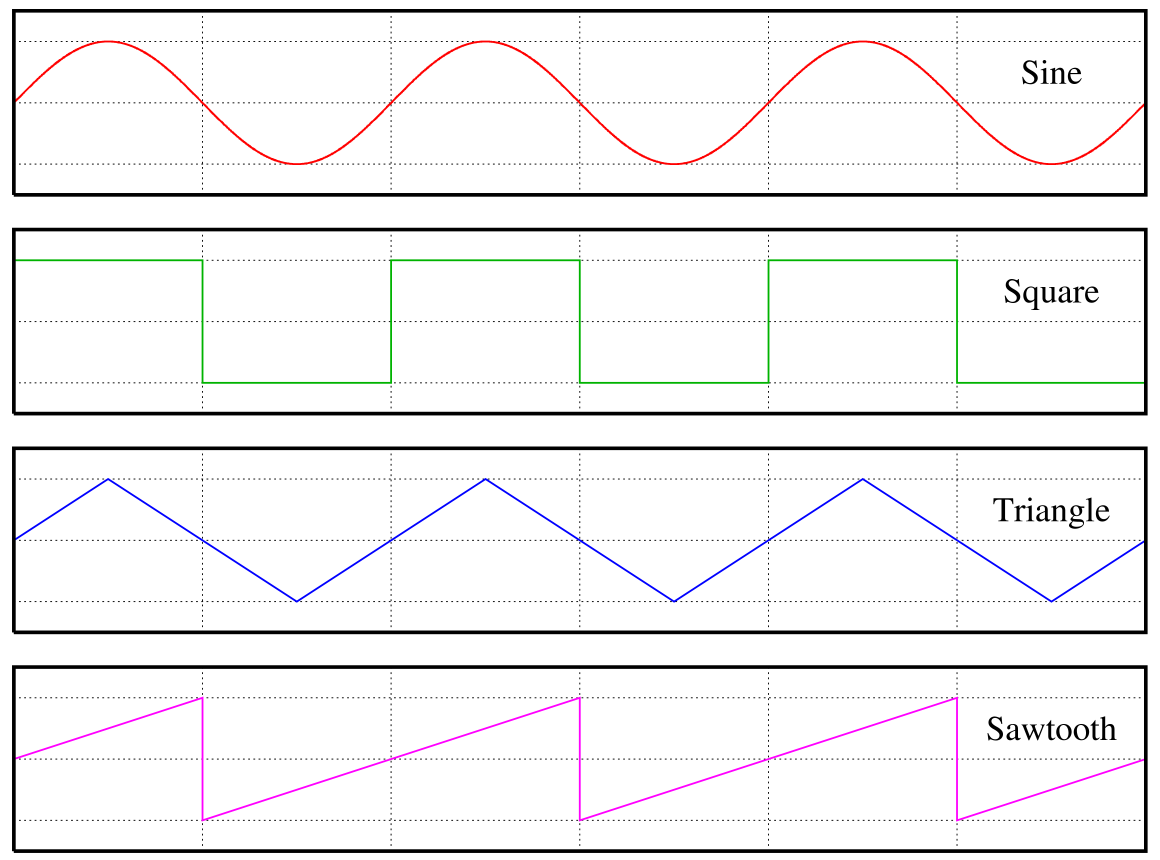
Formas de onda das ondas senóides, quadradas, triangulares e dente de serra